# Градска дума Нижњег Новгорода
Градска дума Нижњег Новгорода (рус. Городская дума Нижнего Новгорода) је представнички орган власти локалне самоуправе на нивоу града Нижњи Новгород у Руској Федерацији. Думу чини 35 одборника бираних по изборним окрузима на период од 5 година по систему већине. Статус и надлежности Градске думе су одређене Статутом града Нижњи Новгород.
Сједиште Градске думе Нижњег Новгорода налази се у Нижњеновгородском кремљу, блок 5 у згради Дома Совјета.

## Овлаштења и надлежности
Градска дума је дужна испуњавати своје обавезе и дјеловати у складу са својим овлаштењима. Статутом града јој се јасно прописују дозвољене и недозвољене сфере рада. Сва питања која се тичу Градске думе су дефинисана V поглављем Статута града. У том поглављу се наводи да сва овлаштења су Градској думи омогућена Федералним законом "О општим принципима организације мјесног самоуправљања у Руској Федерацији" (рус. Об общих принципах организации местного самоуправления в Российской Федерации) и другим федералним законима. За доношење потребних одлука потребно је минимум 2/3 гласова одборника. Сагласно градском статуту Градска дума може:
- доносити општинске правне акте који успостављају правила, дефинишу организацију на нивоу јединице локалне самоуправе, који се тичу питања локалне важности или питања која су са окружног или федералног нивоа пренесени на ниво јединице локалне самоуправе, а који се морају поштовати на територији Нижњег Новгорода и који су у складу са надлежностима Нижњег Новгорода,
- донијети или измијенити Статут града Нижњег Новгорода,
- контролисати извршавање одређених послова на нивоу јединице локалне самоуправе који су значајни за саму јединицу,
- дефинисати спровођење избора или локалних референдума,
- изабрати предсједника Градске думе или разријешити дужности градоначелника Нижњег Новгорода,
- одлучивати и спроводити иницијативе грађана,
- одлучивати о измјенама граница града,
- разматрати нацрт буџета и усвојити буџет града,
- расправљати и одлучивати о општинским хартијама од вриједности,
- утврђивати програме комплексног развоја саобраћајне, комуналне, друштвене и на захтјев Владе Руске Федерације других инфраструктура,
- утврђивати урбанистички и генерални план града, те одлучивати о многим другим питањима наведеним у ставу 6. члана 29. Статута Нижњег Новгорода.[6]

Такође надлежности могу Градској думи бити ускраћене и то привремено уколико дође до њеног распуштања или самораспуштања, у случају одлуке Нижњеновгородског обласног суда о нелегитимности њеног састава, промјене општинских оквира или уколико дође до увећавања броја бирача за најмање 25%.

## Историја
Почеци Градске думе Нижњег Новгорода појавили су се 5. јула 1787. године, када се на основу писаних доказа из тог времена, догодила прва сједница Опште и Шестогласне градске думе, када је уједно дума и основана. Предсједавајући сједницама је био Иван Алексејевич Бризгалов. Општа дума ријетко се сазивала. Обично је била сазвана онда кад је требало изабрати чланове Шестогласне градске думе или уколико је било потребно ријешити неко тешко питање. Шестогласна дума је сазивана рјешавајући свакодневна питања једанпут седмично. Њене сједнице су почињале од 8 или 9 часова ујутру у Дому градског друштва на Доњем Базару (рус. Нижний Базар) недалеко од цркве Јована Претече.

## Тренутни сазив
Тренутни сазив је седми по реду. Чини га 35 чланова изабраних од стране грађана већином гласова из исто толико изборних округа на територији Нижњег Новгорода. Укупно у граду Нижњи Новгород о новом сазиву думе је могло одлучивати 1 012 365 гласача из девет градских рејона. Одборници овог сазива изабрани су на изборима спроведеним 13. септембра 2020. године. Редом по изборним окрузима за одборнике Градске думе изабрани су:
1. Владимир Едуардович Тарасов, Јединствена Русија,
2. Кирил Борисович Лазорин, КПРФ,
3. Роман Генадјевич Пономаренко, Јединствена Русија,
4. Валериј Валерјевич Скакодуб, Јединствена Русија,
5. Владимир Петрович Аношкин, Јединствена Русија,
6. Марија Владимировна Кузњецова, Јединствена Русија,
7. Владимир Валерјевич Амељченко, Јединствена Русија,
8. Карим Радикович Ибрагимов, Јединствена Русија,
9. Татјана Александровна Скоробогатова, Јединствена Русија,
10. Андреј Владимирович Драњишњиков, Јединствена Русија,
11. Денис Евгењевич Миронов, Јединствена Русија,
12. Михаил Иванович Рихтик, КПРФ,
13. Николај Петрович Сатајев, КПРФ,
14. Марија Александровна Самодјелкина, Јединствена Русија,
15. Руслан Марсович Станчев, Јединствена Русија,
16. Ина Вјачеславовна Вањкина, Јединствена Русија,
17. Герман Евгењевич Карачевски, ЛДПР,
18. Станислав Станиславович Прокопович, Јединствена Русија,
19. Јуриј Анатољевич Ерофејев, Јединствена Русија,
20. Јулија Михајловна Мантурова, КПРФ,
21. Павел Димитријевич Пашињин, Јединствена Русија,
22. Михаил Сергејевич Иванов, Јединствена Русија,
23. Сергеј Сергејевич Пљаскин, Јединствена Русија,
24. Евгениј Николајевич Костин, Јединствена Русија,
25. Жана Александровна Скворцова, Партија раста,
26. Елена Валерјевна Аржанова, Јединствена Русија,
27. Оксана Владимировна Дектерева, Јединствена Русија,
28. Олга Валеријевна Балакина, Јединствена Русија,
29. Ана Вјачеславовна Круглова, Јединствена Русија,
30. Олег Вениаминович Лавричев, Јединствена Русија,
31. Татјана Борисовна Грињевич, Праведна Русија,
32. Марк Самуилович Фељдман, Јединствена Русија,
33. Николај Александрович Чернишов, ЛДПР,
34. Владимир Валерјевич Подимњиков-Гордејев, Јединствена Русија,
35. Ана Валерјевна, Татаринцева, Праведна Русија.